# Бричковский сельский совет
Бричковский сельский совет (укр. Бричківська сільська рада) — входит в состав
Полтавского района
Полтавской области
Украины.
Административный центр сельского совета находится в 
с. Бричковка.

## Населённые пункты совета
- с. Бричковка
- с. Гриневка
- с. Петровка